# Thierry Malandain
Pour les articles homonymes, voir Malandain (homonymie).
Thierry Malandain, né le 13 avril 1959 au Petit-Quevilly, est un danseur et chorégraphe français et l'actuel directeur du Centre chorégraphique national de Biarritz.
Le 6 avril 2022, Thierry Malandain est officiellement installé à l’Académie des beaux-arts au fauteuil n°1 de la section de chorégraphie par son confrère Laurent Petitgirard, secrétaire perpétuel de l'Académie, membre de la section de composition musicale. Son épée inspirée du makila (le baton traditionnel basque), a été créé par les joailliers d'Origines Atelier.

## Biographie
Thierry Malandain est le fils de Guy Malandain, ingénieur en génie civil et homme politique français. Il fait ses études secondaires au lycée Racine à Paris.
Après avoir reçu l'enseignement de Monique Le Dily, René Bon, Denise Villabella, Daniel Franck, Gilbert Mayer et Raymond Franchetti, c'est successivement à l'Opéra de Paris avec Violette Verdy en 1977, au Ballet du Rhin avec Jean Sarelli et au Ballet-théâtre français de Nancy avec Jean-Albert Cartier et Hélène Traïline que Thierry Malandain mène sa carrière d'interprète. Plusieurs fois lauréat de concours chorégraphiques (Prix Volinine en 1984, Prix du concours international de Nyon en 1984 et 1985), il met un terme à sa carrière de danseur en 1986 pour fonder la Compagnie Temps présent. Celle-ci s'installe à Élancourt dans le département des Yvelines, puis à Saint-Étienne en qualité de « compagnie associée » à l'Esplanade Saint-Étienne Opéra.
Durant douze ans à la tête de cette compagnie, son travail sera distingué par le Prix de la Fondation de la vocation, le Prix de la Fondation de France, le Prix de la Fondation Oulmont et le Prix Nouveau Talent Danse de la SACD. En 1998, lors de sa création, il est nommé par la ministre de la Culture, Catherine Trautmann, à la direction du Centre chorégraphique national - Malandain Ballet Biarritz.
Thierry Malandain est l'auteur de plus de quatre-vingt chorégraphies écrites dans un style néoclassique revendiqué dont plusieurs sont ou furent au répertoire d'autres compagnies : Wiener Staatsoper, Wiener Volksoper, Introdans, Ballet royal de Suède, Ballet national de Marseille, Ballet de l'Opéra national de Lettonie, Ballet de l'Opéra national de Paris, Sadamatsu Hamada Ballet Company, Ballet Florida, Aspen Santa Fe Ballet, Singapore Dance Theatre, Ballet contemporaneo de Caracas, Ballet national chilien, Ballet de l'Opéra du Caire, Ballet royal de Flandre, Ballet royal de Wallonie, Ballet du Grand-Théâtre de Genève, Ballet du San Carlo de Naples, Ballet de l'Opéra national de Bordeaux, Ballet du Rhin, Ballet du Nord, Ballet national de Nancy, Ballet d'Avignon, Ballet de Nantes, Ballet de Nice, Euro Ballet du Luxembourg, Ballet du Staatstheater de Karlsruhe, Ballet national tunisien, Ballet du Capitole de Toulouse, Europa Danse, Ballet Junior de Genève, École du Ballet royal des Flandre, Conservatoire national supérieur de musique et de danse de Lyon, CNSMD de Paris, Jeune Ballet du Québec, Jeune Ballet International de Cannes et Le Jeune Ballet Européen.
Ses incursions dans le domaine du théâtre lyrique sont aussi importantes, telles ses collaborations avec Robert Fortune (Cendrillon, Orphée aux Enfers, Candide), Peter Busse (Capriccio), Alberto Fassini (Aïda), Jean-Louis Pichon (Richard Cœur de Lion, Hérodiade), Frédéric Pineau (La Poule Noire), Giancarlo Del Monaco (Don Carlos), Orphée et Eurydice dont il a assuré la mise en scène en 2006.

## Prix et distinctions
Chevalier dans l'ordre des arts et des lettres en 1999, puis officier en 2010, Thierry Malandain a assuré de 2000 à 2004 la direction artistique du Festival de danse de Biarritz « Le Temps d'aimer ». En 2004, il est nommé au Benois de la danse à Moscou pour son ballet Les Créatures et reçoit à Cuba le Prix de la Critique du XIXe festival international de ballet de La Havane.
En 2005, le prix Culture de la Fondation Sabino-Arena lui est décerné à Bilbao. En 2006, il est à nouveau nommé aux Benois de la Danse pour L'Envol d'Icare créé pour le Ballet de l'Opéra national de Paris.
Depuis 2009, il assure de nouveau la direction artistique du Festival de danse de Biarritz « Le Temps d'aimer ». Enfin, il a reçu en 2012, le Grand Prix de la danse du Syndicat de la critique pour Une dernière chanson,. 
En 2014, pour Cendrillon, à Berlin, le Taglioni European Ballet Award dans la catégorie « meilleur chorégraphe ».
En 2017, l'Association professionnelle de la Critique de Théâtre, de Musique et de Danse décerne le prix de la meilleure Compagnie de Danse au Malandain Ballet Biarritz, à la suite de la création de Noé.
Le 24 avril 2019, aux côtés de Blanca Li et Angelin Preljocaj, il devient l'un des premiers membres de la section « chorégraphie » nouvellement créée au sein de l'Académie des Beaux-arts.
Le 15 juin 2020, Thierry Malandain est lauréat du Prix Chorégraphie décerné par la SACD (Société des Auteurs et Compositeurs Dramatiques).
Thierry Malandain a été élu le mercredi 24 avril 2019 membre de la section de chorégraphie de l'Académie des beaux-arts créée par le décret du 9 octobre 2018 en compagnie de Blanca Li et d'Angelin Preljocaj.
Le 6 avril 2022, Thierry Malandain est officiellement installé à l’Académie des beaux-arts au fauteuil n°1 de la section de chorégraphie par son confrère Laurent Petitgirard, secrétaire perpétuel de l'Académie, membre de la section de composition musicale. Son épée inspirée du makila (le baton traditionnel basque), a été créé par les joailliers.

## Chorégraphies
Sont indiqués les lieux de la création
- 2025 : Minuit et demi ou le Cœur mystérieux - Saint Saëns- Teatro Victoria Eugenia - San Sebastián
- 2023 : Les Saisons - Vivaldi - Cannes - Festival de Danse de Cannes
- 2022, Daphnis et Chloé - Toulouse - Ballet de l'Opéra national du Capitole [12].
- 2021 : L'Oiseau de feu - Stravinski - Alès - Scène nationale Le Cratère
- 2021 : Sinfonia - Berio -  Victoria Eugenia Antzokia de Donostia / San Sebastián
- 2019 : La Pastorale - Beethoven - Le Parvis - Tarbes
- 2018 : Marie-Antoinette - Haydn - Gare du Midi - Biarritz
- 2018 : Rêverie romantique - Chopin - Teatro Victoria Eugenia - San Sebastián
- 2017 : Noé - Rossini - Teatro Victoria Eugenia - San Sebastián
- 2015 : La Belle et la Bête - Tchaïkovski - Gare du Midi - Biarritz
- 2015 : Ballet de la Reine (Don Carlos) - Verdi - Palacio Euskalduna - Bilbao
- 2014 : Nocturnes - Chopin - Teatro Victoria Eugenia - San Sebastián
- 2014 : Estro - Vivaldi - Gare du Midi - Biarritz
- 2013 : Cendrillon - Prokofiev - Kursaal - San Sebastián
- 2012 : Silhouette - Beethoven - Hôtel de Silhouette - Biarritz
- 2012 : Une dernière chanson - Dumestre - Opéra de Reims
- 2011 : Lucifer - Connesson - Zénith - Pau
- 2011 : Entre deux - Stravinsky - Introdans - Arnhem
- 2010 : Les Nuits d'été - Berlioz - Ballet national de Marseille
- 2010 : Roméo et Juliette - Berlioz - Teatro romano - Vérone
- 2009 : Magifique - Tchaïkovski - Teatro Victoria Eugenia San Sebastián
- 2009 : Valses - Ravel - Ballet de l'Opéra national de Bordeaux
- 2008 : L'Amour sorcier - De Falla - Grand Théâtre de Luxembourg
- 2008 : Le Portrait de l'infante - Ravel - Grand Théâtre de Luxembourg
- 2007 : Mercure - Satie - Europa Danse
- 2006 : L'Envol d'Icare - Schnittke - Ballet de l'Opéra national de Paris
- 2006 : Orphée et Eurydice - Gluck - Opéra Théâtre de Saint-Étienne
- 2006 : Don Juan - Gluck - Gare du Midi Biarritz
- 2005 : Les Petits Riens - Mozart - Teatro Amaia - Irun
- 2005 : Mozart à 2 - Mozart - Teatro Amaia - Irun
- 2004 : Le Sang des étoiles - Malher, Waldteufel, Strauss et Minkus - Gare du Midi - Biarritz
- 2003 : Cigale - Massenet - Opéra Théâtre de Saint-Étienne
- 2003 : Les Créatures - Beethoven - Gare du Midi - Biarritz
- 2002 : La Mort du cygne  - Saint-Saëns - Festival de Kuopio - Finlande
- 2002 : Daphnis et Chloé - Ravel - Europa Danse - Opéra de Rennes
- 2002 : Les Biches - Poulenc - Esplanade Saint-Étienne Opéra
- 2001 : La Fleur de pierre - Prokofiev - Ballet Florida - Gare du Midi - Biarritz
- 2001 : Boléro - Ravel - Gare du Midi - Biarritz
- 2001 : Le Spectre de la rose - Von Weber - Gare du Midi - Biarritz
- 2000 : La Chambre d'amour - Cabalette - Gare du Midi - Biarritz
- 2000 : Hérodiade - Massenet - Esplanade Saint-Étienne Opéra
- 1999 : Mozart Mambos - Ballet Contemporaneo de Caracas
- 1999 : Le Cid - Massenet - Esplanade Saint-Étienne Opéra
- 1999 : Le Carillon - Massenet - Esplanade Saint-Étienne Opéra
- 1999 : Gnossiennes - Satie - Jeune Ballet du Québec - Théâtre de Cholet
- 1998 : Ouverture Cubaine - Gershwin - Scène nationale Saint-Quentin-en-Yvelines
- 1998 : Pierre de Lune - Britten - Esplanade Saint-Étienne Opéra
- 1997 : Casse-noisette - Tchaïkovski - Esplanade Saint-Étienne Opéra
- 1997 : Bal solitude - Mozart, Kurtag et Mambos - Esplanade Saint-Étienne Opéra
- 1997 : Rikalda - Janacek - Atelier de l'Envol- Théâtre du Vésinet
- 1996 : Sextet - Steve Reich - Esplanade Saint-Étienne Opéra
- 1996 : Ballet mécanique - Antheil - Esplanade Saint-Étienne Opéra
- 1996 : Carmen - Schubert - Esplanade Saint-Étienne Opéra
- 1996 : Istar - Britten - Esplanade Saint-Étienne Opéra
- 1995 : Blé noir - musique traditionnelle - Esplanade Saint-Étienne Opéra
- 1995 : Aïda - Verdi - Opéra national de Bordeaux
- 1995 : Candide - Bernstein - Esplanade Saint-Étienne Opéra
- 1995 : Capriccio - Strauss - Opéra de Nice
- 1995 : François d'Assise - Poulenc - Esplanade Saint-Étienne Opéra
- 1995 : L'Après-midi d'un faune - Debussy - Esplanade Saint-Étienne Opéra
- 1995 : Escale - musique traditionnelle - Ballet national tunisien
- 1994 : Quiero - Ginastera - Esplanade Saint-Étienne Opéra
- 1994 : Frise - Britten - Esplanade Saint-Étienne Opéra
- 1994 : La Fleur de pierre - Prokofiev - Esplanade Saint-Étienne Opéra
- 1993 : Marathon - Schnittke - Maison de la Culture de Saint-Étienne
- 1993 : La Poule noire - Rosenthal - Maison de la Culture de Saint-Étienne
- 1992 : Quartet n°8 - Chostakovitch - Maison de la Culture de Saint-Étienne
- 1991 : Pulcinella - Stravinsky - Maison de la Culture de Saint-Étienne
- 1991 : K 136 - Mozart - EuroBallet du Luxembourg
- 1991 : Ah, vous dirais-je maman - Mozart - CNSMD de Paris
- 1990 : Petite Lune - Chostakovitch - Ballet royal de Flandre
- 1990 : Les Sylphides - Chopin - Ballet royal de Wallonie
- 1990 : Un coin de paradis - Haendel et Bach - Agora de Boulazac
- 1990 : Richard Cœur de lion - Grétry - Maison de la Culture de Saint-Étienne
- 1989 : Tristan et Yseult - musique médiévale - Théâtre de Maisons-Laffitte
- 1989 : Les Illuminations - Britten - Ballet national de Nancy
- 1989 : Orphée aux enfers - Offenbach - Opéra de Nancy
- 1989 : Voyage - Bério - Agora de Boulazac
- 1988 : Edgar Allan Poe - Debussy et Caplet - Théâtre de Turnhout (Belgique)
- 1988 : Cendrillon - Massenet - Festival de Vaison-la-Romaine
- 1988 : L'Amour sorcier De Falla - Ballet du Nord
- 1988 : Crossways - Prodromides - Ballet du Rhin
- 1988 : Qui domine - Crousier - Ballet de l'Opéra de Nice
- 1987 : Elégie - Fauré - Pollen Elancourt
- 1987 : Métamorphose II - Britten - Ballet de l'Opéra de Nice
- 1987 : Danses qu'on croise - Brahms - Ballet de l'Opéra de Nantes
- 1986 : Folksongs - Britten - Pollen Elancourt
- 1986 : L'Homme aux semelles de vent - Britten - Pollen Elancourt
- 1985 : Métamorphosis - Britten - Concours de Nyon
- 1984 : Sonatine - Stockhausen - Concours de Nyon
- 1984 : Quatuor Op3 - Lekeu - Concours Volinine